# Gyrtona acrogramma
Gyrtona acrogramma là một loài bướm đêm trong họ Noctuidae.